# Troutdale (Virgínia)
Troutdale és una població dels Estats Units a l'estat de Virgínia. Segons el cens del 2000 tenia 194 habitants.

## Demografia
Segons el cens del 2000, Troutdale tenia 1.230 habitants, 79 habitatges, i 56 famílies. La densitat de població era de 152,7 habitants per km².
Dels 79 habitatges en un 21,5% hi vivien nens de menys de 18 anys, en un 54,4% hi vivien parelles casades, en un 11,4% dones solteres, i en un 29,1% no eren unitats familiars. En el 22,8% dels habitatges hi vivien persones soles el 7,6% de les quals corresponia a persones de 65 anys o més que vivien soles. El nombre mitjà de persones vivint en cada habitatge era de 2,46 i el nombre mitjà de persones que vivien en cada família era de 2,93.
Per edats la població es repartia de la següent manera: un 3,4% tenia menys de 18 anys, un 20,6% entre 18 i 24, un 61,1% entre 25 i 44, un 11,6% de 45 a 60 i un 3,3% 65 anys o més.
L'edat mediana era de 31 anys. Per cada 100 dones de 18 o més anys hi havia 1,463,2 homes.
La renda mediana per habitatge era de 38.438 $ i la renda mediana per família de 45.833 $. Els homes tenien una renda mediana de 24.258 $ mentre que les dones 16.250 $. La renda per capita de la població era de 18.139 $. Entorn del 3,2% de les famílies i el 3,6% de la població estaven per davall del llindar de pobresa.

## Poblacions més properes
El següent diagrama mostra les poblacions més properes.